# Gesetzestechnische Richtlinien
Gesetzestechnische Richtlinien helfen dabei, dass Gesetze einheitlich formuliert und verfasst sind. Sie sind damit ein Aspekt von Rechtsförmlichkeit und Gegenstand der Gesetzgebungslehre.
In mehrsprachigen Ländern, beispielsweise der Schweiz, ist es äußerst wichtig, dass die Gesetze in verschiedenen Sprachen das Gleiche bedeuten. Somit sind Sprache, Formulierung, Stil und auch die Rechtsquellen maßgebend für die Gesetzestexte.